# Gyöngyösi Márton
Gyöngyösi Márton (Kecskemét, 1977. június 8. –) magyar közgazdász, politológus, politikus. 2019–2024 között európai parlamenti képviselő, 2022–2024 között a Jobbik elnöke. 2018–2022 között a párt elnökhelyettese, 2010 és 2019 között országgyűlési képviselője, 2014 és 2018 között az Országgyűlés külügyi bizottságának alelnöke. 2018 és 2019 között a Jobbik frakcióvezetője a magyar Országgyűlésben.

## Életrajza
Szülei külkereskedőként dolgoztak, születését követően édesapja új állomáshelyére, Egyiptomba költöztek. Az általános iskolát Magyarországon kezdte, két évig Bagdadban élt, majd egy kabuli év után, 1988-ban szülei egy indiai bentlakásos iskolába küldték. 1996-ban érettségizett a budapesti Tamási Áron Gimnáziumban, majd 2000-ben Dublinban, a Trinity Collegeban diplomázott közgazdaság és politikatudomány szakon. Egy évig a nürnbergi Friedrich Alexander Universitäten is tanult ösztöndíjjal. Írországban részt vett a brit könyvvizsgálói kamara okleveles könyvvizsgálói képzésén (ACCA). 2004 decemberében hazaköltözött Magyarországra. 2005 februárjától adótanácsadóként dolgozott a KPMG magyarországi leányvállalatánál, a budapesti cég banki és pénzügyi részlegén. 2007 augusztusa és 2010 januárja között az Ernst & Young nemzetközi tanácsadó cégnél volt társasági és nemzetközi adószakértő a cég budapesti irodájának adóosztályán.
2006 őszén kapcsolódott a Jobbik Magyarországért Mozgalomhoz. A 2010-es választások előtt a Jobbik Gyöngyösit jelölte külügyi és külgazdasági miniszternek. 2010-ben a Bács-Kiskun megyei területi listán szerzett országgyűlési képviselői mandátumot. 2019-ben a Jobbik európai parlamenti képviselőjévé választották.
Beszél angolul és németül.

## Családja
2007 óta nős, felesége Gyöngyösiné Cserhalmi Ágnes jogász-közgazdász. Egy fiuk született.

## Politikai szereplése

### Az Országgyűlésben
Gyöngyösi 2006 ősze óta vesz részt a Jobbik munkájában. Rövidesen Vona Gábor pártelnök bizalmas tanácsadója lett. A 2010-es általános választások kampányában már mint a párt külügyminiszter-jelöltje szerepelt. Elképzelése szerint Magyarország külpolitikájában a Kínával, Oroszországgal, Kazahsztánnal és Törökországgal való kapcsolatoknak kellene meghatározó szerepet játszania. 2010-ben a Bács-Kiskun megyei területi listán szerzett országgyűlési képviselői mandátumot. 2010. május 14. óta a Jobbik frakcióvezető-helyettese és az Országgyűlés külügyi bizottságának alelnöke. Parlamenti felszólalásaiban rendszeresen bírálja az Orbán-kormány külpolitikáját, megkérdőjelezi, hogy a kormány a nemzeti érdekeket képviseli-e. Korábban helytelenítette Magyarországnak a különböző nemzetközi szervezetekkel kapcsolatos politikáját, kiállt a palesztin néppel való, Izraellel szembeni szolidaritás mellett és szorgalmazta a magyar katonák hazahívását Afganisztánból. A Jobbik politikájának változásával Gyöngyösit a párt mérsékelt politikusai közé kezdték sorolni, aki átértékelve korábbi elképzeléseit, oroszlánrészt vállalt a mérsékelt Jobbik jobbközép, Európa-párti politikájának kidolgozásában.
A Vona Gábor pártelnök 2018 áprilisi távozását követően tartott kongresszuson a Jobbik néppárti politikája mellett kiállók vezéralakja lesz és Sneider Tamás elnök mellett a párt elnökhelyettesévé választják. A 2018-ban kezdődő parlamenti ciklusban egy évig a Jobbik frakcióvezetői posztját is betölti. A Jobbik elnökhelyetteseként és frakcióvezetőjeként a nevéhez fűződik a Jobbik korábbi, euroszkeptikus és rendszerkritikus külpolitikai irányvonalának teljes felülvizsgálata és a párt új európai programjának kidolgozása. A programban a Jobbik az Európai Unió alapító atyáira, Konrad Adenauerre, Robert Schumanra és Jean Monnet-ra hivatkozva azt javasolja, hogy az Európai Unió váljon egy szolidárisabb, kereszténydemokrata eszmei alapokon álló szervezetté.

### Az Európai Parlamentben
A 2019-es európai parlamenti választásokon a Jobbik 6,4 százalékos eredményt ért el, amivel egy képviselőt delegálhatott, így a párt listáját vezető Gyöngyösi Márton került be az Európai Parlamentbe. Gyöngyösi Márton nem csatlakozott egyik pártcsalád frakciójához sem, jelenleg független képviselő. A Külügyi Bizottság (AFET) teljes és a Nemzetközi Kereskedelmi Bizottság (INTA) póttagja. Felszólalásaiban rendszeresen felhívja a figyelmet arra, hogy Európának tennie kell a közösséget gyengítő szociális különbségek ellen és fellépést sürget a jogállamiságot megsértő kormányokkal szemben.

### A Jobbik elnökhelyetteseként
Gyöngyösi Mártont a Jobbik 2018. május 12-i kongresszusán választották a Jobbik elnökhelyettesévé, ahol Sneider Tamással a Vona Gábor által elindított néppártosodási folyamat híveként lépett fel a pártot a radikalizmus felé visszavezetni kívánó Toroczkai Lászlóval szemben. Ezt követően Toroczkait és a radikálisabb irányvonalat követelőket kizárták a Jobbikból. Gyöngyösi később Toroczkai és társai kizárását úgy értékelte, hogy a párt „megszabadult a Fidesz beépített embereitől”. Gyöngyösi Márton elnökhelyettesként támogatta a párt további mérséklődését és a többi ellenzéki párttal való összefogást. 2020. január 25-én a Jakab Péter vezetésével felálló új elnökségben Gyöngyösi újra az elnökhelyettesi posztot töltötte be.

### Bérunió
Kezdeményezőként Gyöngyösi Mártonhoz kötődik a Bérunió európai polgári kezdeményezés elindítása, melynek célja az Európai unió nyugati és keleti (2004 után csatlakozott) tagállamai közötti gazdasági és bérkülönbségek kiegyenlítése.
A kezdeményezés elindítói szerint az Európai Unió egyik súlyos igazságtalansága a tagállamok közötti bérszínvonal hatalmas különbsége, ami miatt az értékes, szakképzett munkaerő nyugatra vándorol és lehetetlen helyzetbe hozza a keleti régiót.
A Béruniós kezdeményezést 2017. március 14-én nyolc közép-európai ország képviselői indították el Budapesten, aláírásaikkal hivatalosan is létrehozva a kezdeményezést. A polgári bizottság képviselőjévé a magyar Gyöngyösi Mártont választották. 2017. május 16-án az Európai Bizottság a kezdeményezést regisztrálta és részben jóváhagyta. A kezdeményezés technikai értelemben nem járt sikerrel, hiszen az egymillióból csak 550 ezer aláírást sikerült összegyűjteni, ám Gyöngyösi Márton és a szervezők a kezdeményezés politikai hatásait sikernek értékelték.

### A Jobbik 2019-es európai parlamenti programja
Gyöngyösi Márton 2018 decemberében mutatta be a Jobbik európai parlamenti programját a 2019-es választásokra. Gyöngyösi a programból kiemelte, hogy a Jobbik célja, hogy egy szolidárisabb, kereszténydemokrata eszmei alapokon álló szervezetté váljon az Európai Unió.

### Antiszemita felszólalás
2012. november 26-i parlamenti felszólalásában felszólította a kormányt, hogy mérje fel „azt, hogy az itt élő, és különösen a magyar Országgyűlésben és a magyar kormányban hány olyan zsidó származású ember van, aki bizonyos nemzetbiztonsági kockázatot jelent Magyarország számára”.
Gyöngyösi másnap úgy nyilatkozott, parlamenti felszólalásában félreérthetően fogalmazott, és valójában csak „a magyar kormányban és országgyűlésben potenciálisan jelen levő izraeli-magyar kettős állampolgárok által előidézett nemzetbiztonsági kockázatra” kívánta felhívni a figyelmet. Egyúttal elnézést kért a „félreérthető kijelentésért”. Később felszólalását több alkalommal is véletlen nyelvbotlásnak és borzasztó tévedésnek nevezte.
A felszólalásra válaszul nagyszabású antifasiszta tüntetésre került sor december 2-án Bajnai Gordon, Mesterházy Attila és Rogán Antal részvételével, melyben a szónokok Gyöngyösi lemondását követelték. Tőkés László szerint Gyöngyösi „antiszemita megnyilatkozása nyílt provokációt jelent nem csupán zsidó polgártársaink és – az egyébként nemzetközi bírálatok és támadások kereszttüzében álló – Magyarország, hanem hasonló módon a határon túlra szakadt, legfőképpen pedig a kettős állampolgársággal rendelkező magyarok ellen is.” Varga László (KDNP) szerint „Magyarország nemzetközi híre is csorbát szenvedett Gyöngyösi miatt, mert a külföldi tudósítások nem emelik ki, hogy itt csak a Jobbikról van szó.”

### Kitiltása Ukrajnából
2014. november 2-án, egy nemzetközi megfigyelőcsoport tagjaként részt vett a Donyecki Népköztársaság elnökválasztásán. Ezért kitiltották Ukrajnából.
Gyöngyösi Márton üdvözölte Volodimir Zelenszkij új ukrán elnök 2019-es megválasztását, mert véleménye szerint az új elnök képes lehet megteremteni az ország nemzetiségei közötti békét.

### A Jobbik elnökeként
Jakab Péter 2022. június 8-án lemondott a párt elnöki pozíciójáról. Végül 2022. július 2-án az elnökválasztó kongresszuson Földi Istvánt és Ander Balázst megelőzve őt választották meg elnöknek. Miután a Jobbik a 2024-es európai parlamenti választáson egy százalékot sem érte el, Gyöngyösi nem indult újra a 2024. június 29-ei tisztújításon, utódja Adorján Béla lett. 2024. október 15-én bejelentette, hogy kilépett a pártból és visszavonult a közélettől.